# Bertie Drew Fisher
Sir Bertie Drew Fisher, britanski general, * 13. julij 1878, † 1972.